# Mallory Park
Mallory Park est un circuit automobile anglais situé dans le village de Kirkby Mallory, entre Leicester et Hinckley.
Le circuit accueille chaque année le British Superbike Championship.

## Histoire
À sa création dans les années 1940, Mallory Park a d'abord été utilisé comme circuit équestre, définissant la piste ovale du circuit encore utilisée aujourd'hui. Après l'effondrement financier du club équestre responsable du circuit, la piste a été utilisée par des motards pour organiser des courses de moto et de side-cars. Clive Wormleighton devient alors le propriétaire du circuit en 1955.
Tout au long des années 1960 et 1970, Mallory Park a accueilli la plupart des grands constructeurs automobiles britanniques et quelques compétitions, comme le championnat de Grande-Bretagne des voitures de tourisme.
En 2008, le circuit a été rénové pour accueillir une manche du championnat du monde de motocross.